# Psaphida thaxteriana
Psaphida thaxteriana là một loài bướm đêm trong họ Noctuidae.